# Great Harwood
Great Harwood è un paese di 11.217 abitanti del Lancashire, in Inghilterra.